# تمساح کوتوله
تمساح کوتوله (نام علمی: Osteolaemus tetraspis) نام یک گونه از تیره تمساح است.